# Gibraltar Chronicle
Le Gibraltar Chronicle est un Journal national publié à Gibraltar depuis 1801, devenu quotidien en 1821. Les bureaux de la rédaction sont à Watergate Maison.

## L'histoire

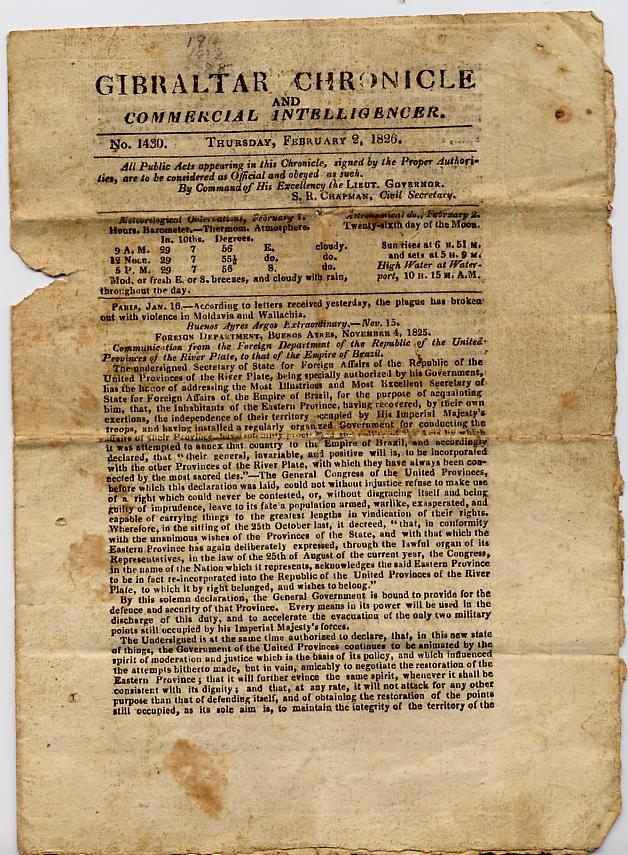
Le Gibraltar Chronicle, en date du 2 février 1826

Le Gibraltar Chronicle est né en relation directe avec la garnison anglaise dans la colonie et publié sur un panneau d'affichage dans la Bibliothèque de la Garnison de Gibraltar. Il a été rapidement décidé que les informations devraient être mises à la disposition du public. Un bulletin a été imprimé à la Bibliothèque de la Garnison le 4 mai 1801 et vendus par H. et T. Cowper, composé de quatre pages, dont trois en anglais et une en français. La nouvelle de la victoire de Nelson à Copenhague, est apparu sur la quatrième page. La deuxième édition a été imprimée le 8 mai 1801. Le premier rédacteur en chef était un Français nommé Charles Bouisson, installé à Gibraltar en 1794.
Le 22 septembre 1804, la publication a cessé de cinq mois en raison de la fièvre jaune de l'épidémie.
Les 160 premières éditions publiaient des extraits de La London Gazette, en espagnol, français (en original ou en traduction) et russe, les documents de la Cour, les débats Parlementaires, et les proclamations, militaire et navale, les dépêches, les réglementations locales, les taux de change et des rapports glanés dans les journaux étrangers. Le lectorat était au départ composé essentiellement de fonctionnaires en service.

## Des nouvelles de la victoire de Trafalgar

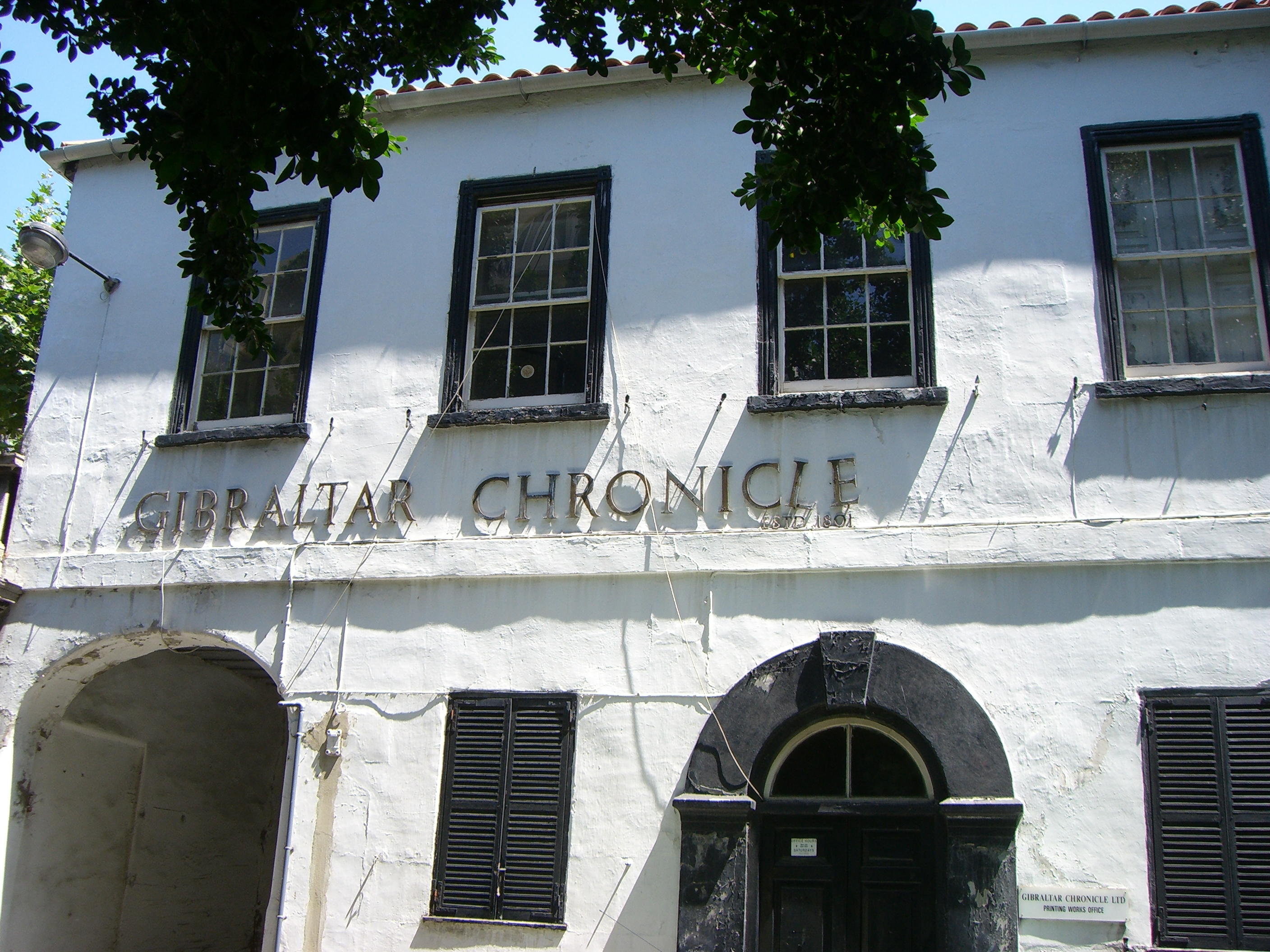
Gibraltar Chronicle imprimantes.

Le Gibraltar Chronicle a publié la nouvelle de la grande victoire anglaise lors de la bataille de Trafalgar, le 23 octobre 1805, soit deux jours seulement après l'événement, en anglais et en français, et inclut une lettre de l'Amiral Collingwood pour le gouverneur de Gibraltar Henry Edward Fox, en donnant un compte rendu de la bataille. Il avait reçu des nouvelles très vite, car la flotte Britannique avait rencontré un jour après la bataille un bateau de pêche qui introduit un rapport de l'Amiral Collingwood à Gibraltar. Cinq jours après la bataille de Trafalgar, en octobre 1805, Cuthbert Collingwood, 1er Baron de Collingwood a envoyé des nouvelles de la victoire via le Lieutenant Lapenotiere, commandant d'une petite goélette Pickle, qui était en route pour l'Angleterre. Le Le premier ministre, William Pitt, et le roi George III n'avaient pas de nouvelle de la victoire jusqu'aux premières heures du 6 novembre, ce qui a retardé la publication dans The Times jusqu'au 7 novembre,.

## Archives
Seulement deux jeux complets des archives du Gibraltar Chronicle sont connus, et les deux sont à Gibraltar. La Bibliothèque de la Garnison tient une série complète à partir de 1801, qui comprend le célèbre "scoop".